# Lucio di Spazzi

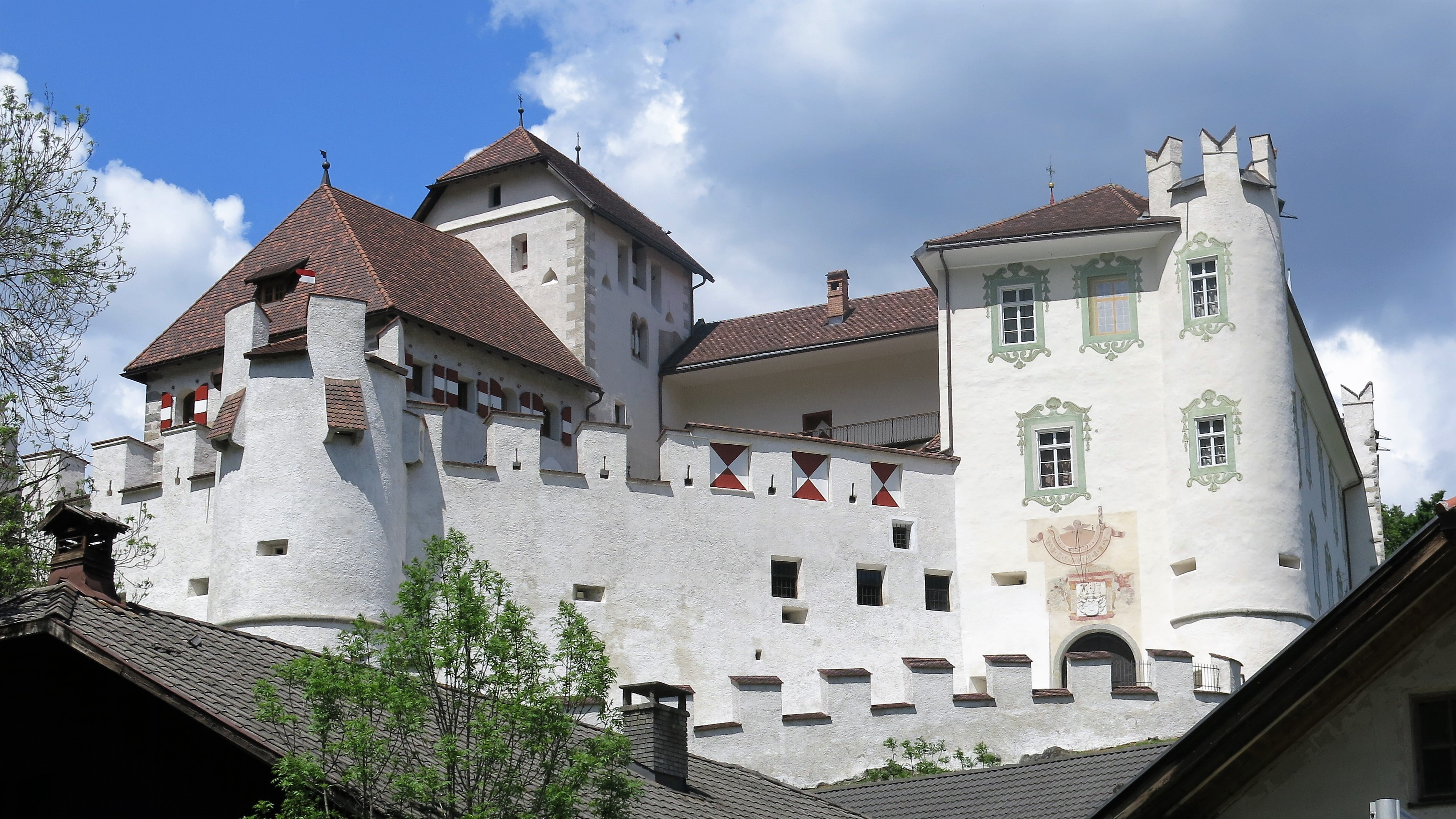
Schloss Ehrenburg

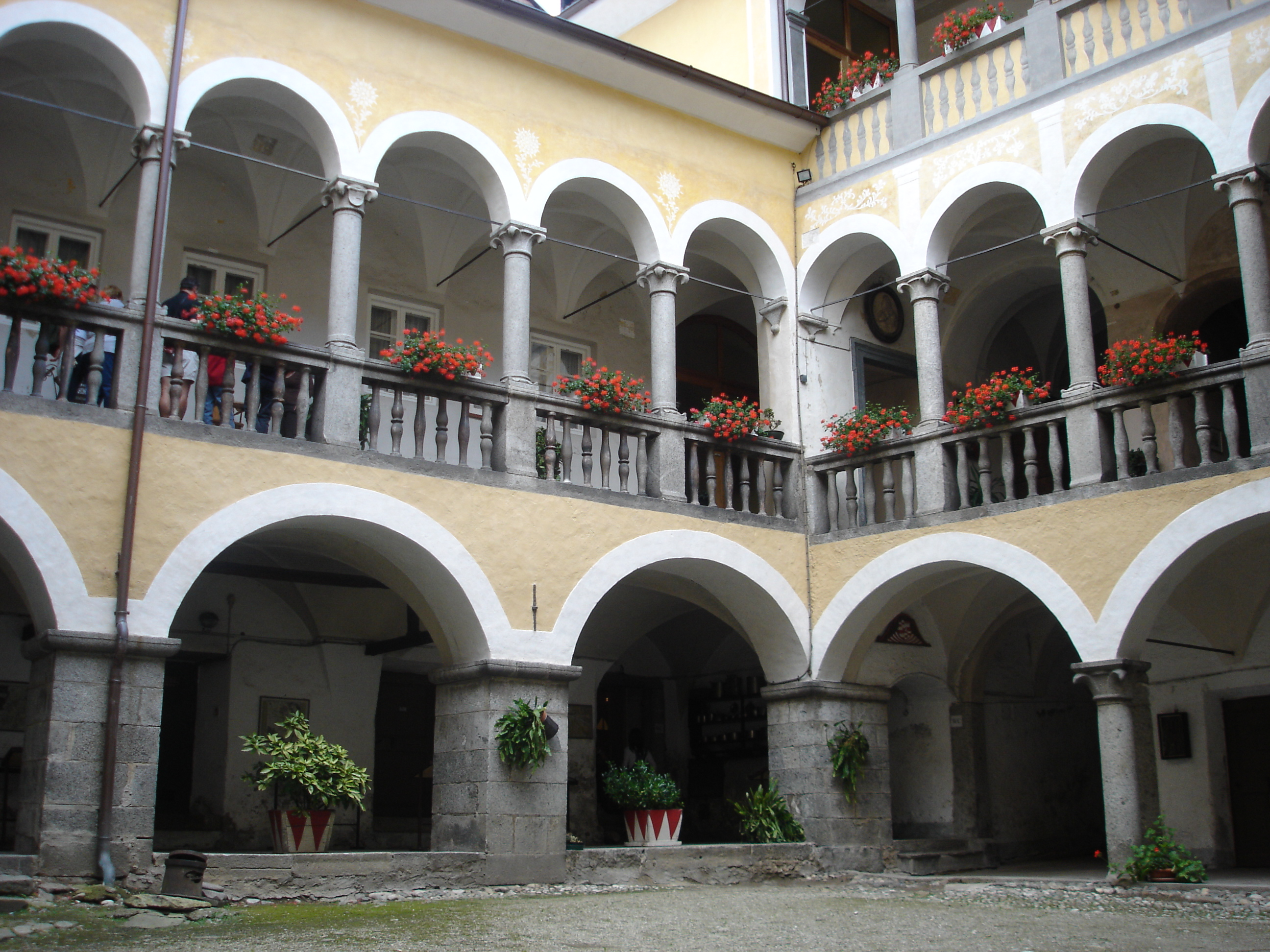
Arkadenhof

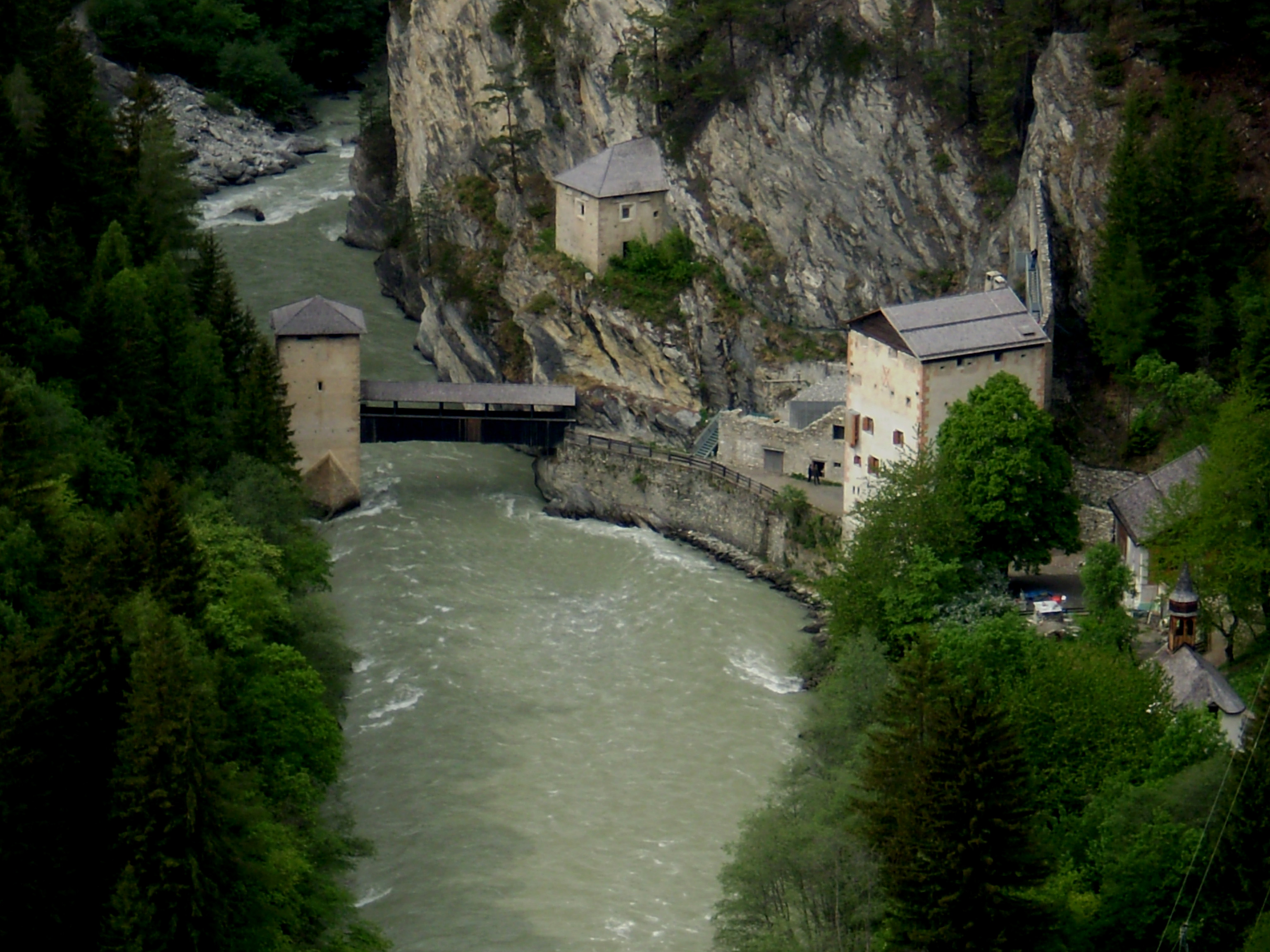
Altfinstermünz

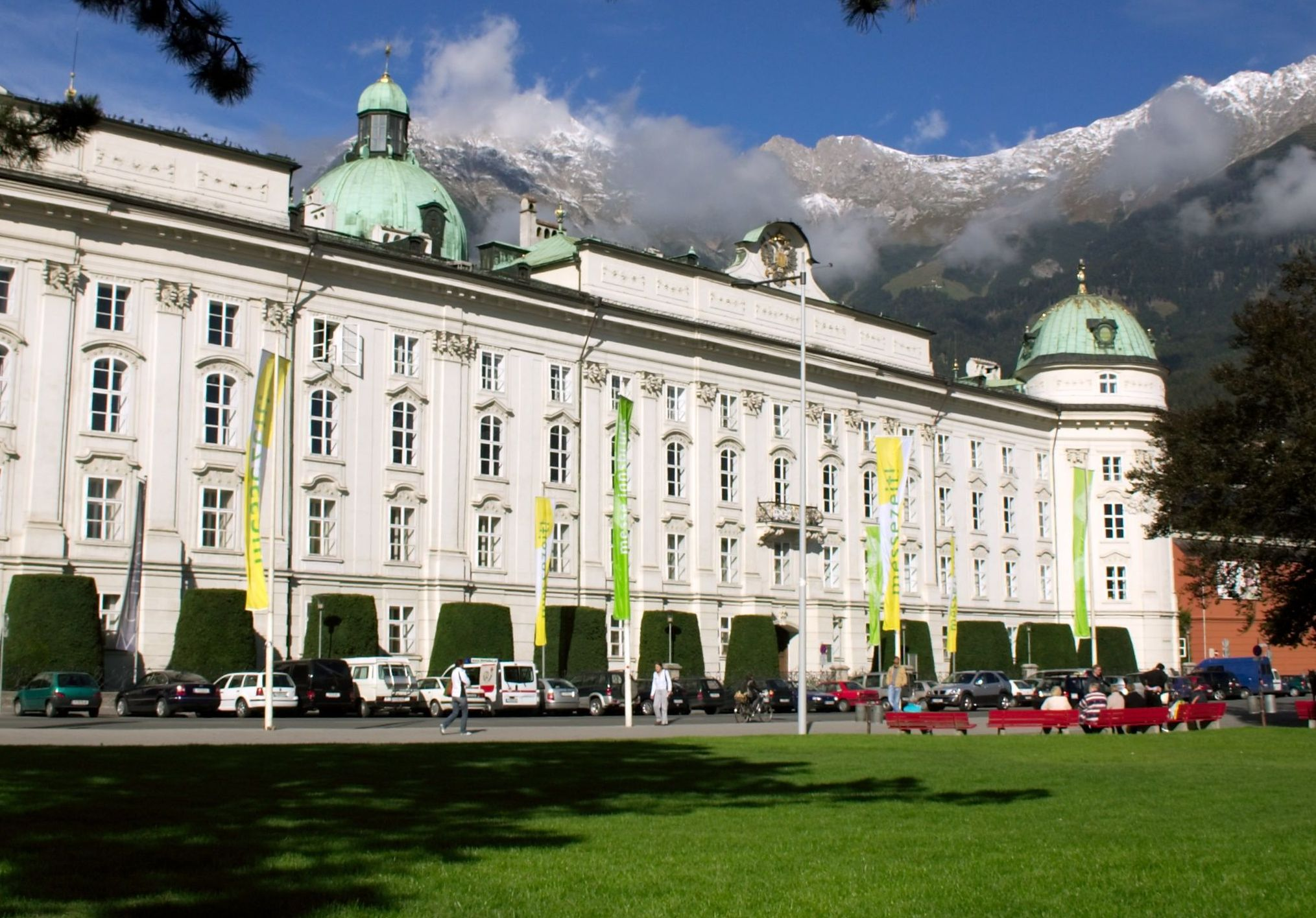
Hofburg in Innsbruck

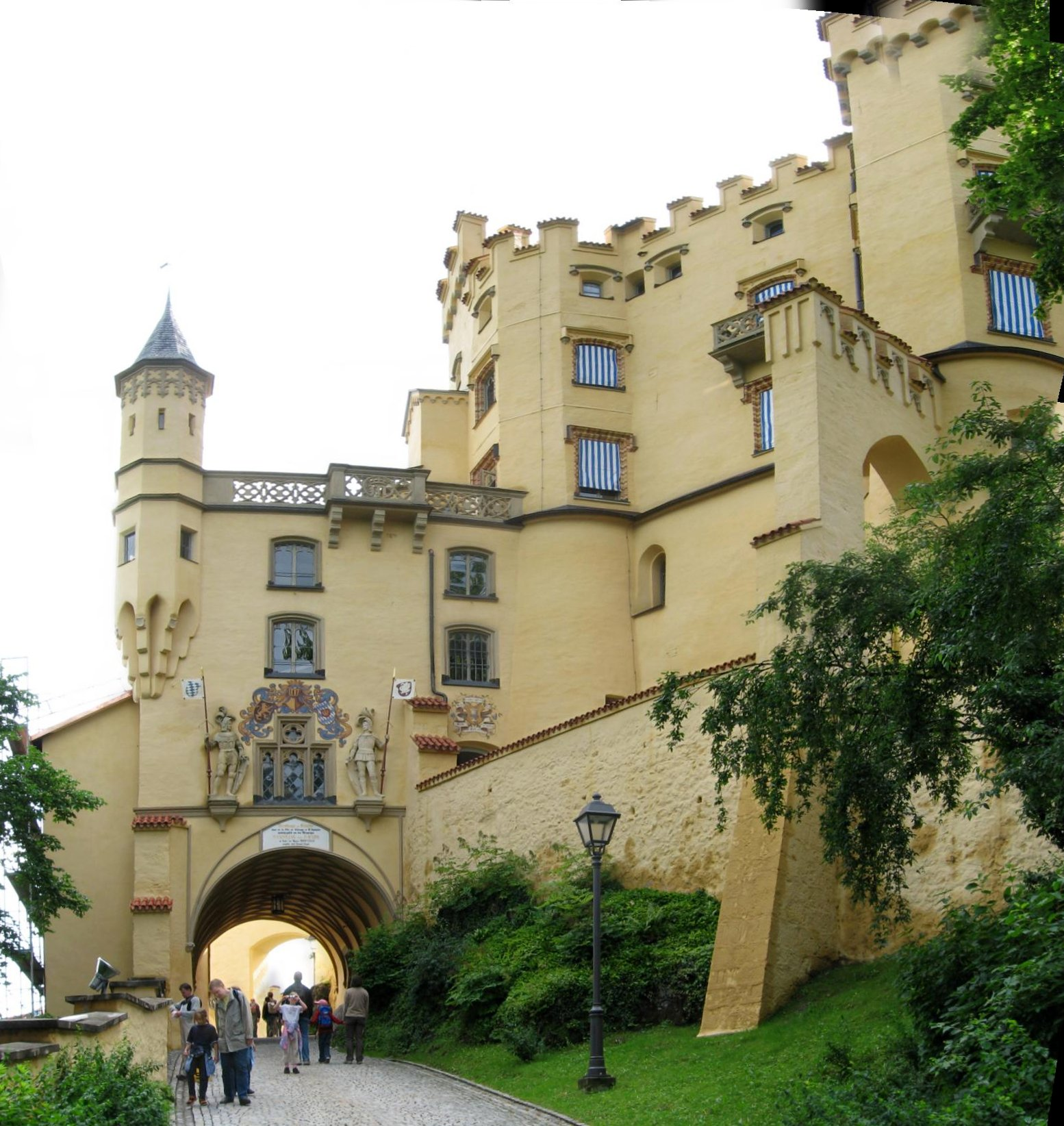
Schloss Hohenschwangau in Bayern

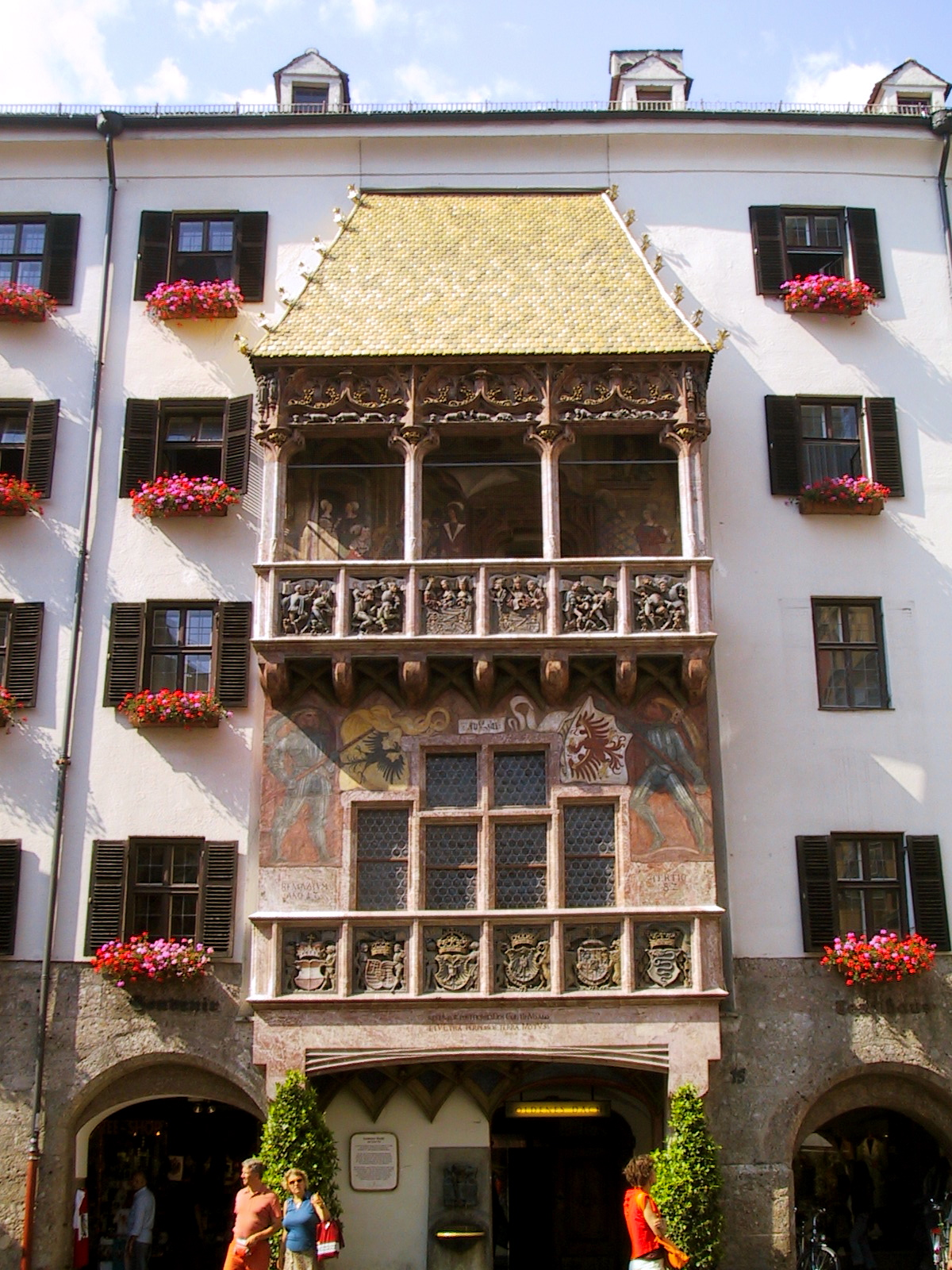
Neuer Hof, Goldenes Dachl, kaiserliche Hofkammer in Innsbruck

Lucio di Spazzi latinisiert Lucius de Spazio (auch: Lucio Spazzi, Lucio Spazio Lucio de Sparsi, Lucio da Trento, Lucius de Spaziis; † um  1550) war ein lombardischer Architekt und Hofbaumeister.

## Leben
Lucio di Spazzi gehörte einer seit dem Ende des 14. Jahrhunderts als Steinmetze tätigen Familie aus Lanzo d’Intelvi an. Er hielt sich 1522 am Hof des Fürstbischofs von Trient Bernhard von Cles auf. Nach Nicolò Rasmo arbeitete er für den Fürstbischof an der Umgestaltung der fürstbischöflichen Residenz im Stile der Renaissance im Castello del Buonconsiglio in Trient mit. In der Folge hielt er sich des Öfteren in Innsbruck und trat in den 1530er Jahren beim Umbau der Hofburg auf. Er war einer der Lieblingsarchitekten von König Ferdinand I., war aber auch für dessen Bruder Kaiser Karl V. tätig. Der Kunsthistoriker schreibt ihm den Bau von Schloss Porcia in Spittal an der Drau zu. Lucio di Spazzi starb vermutlich um 1550.

## Werke (Auswahl)

### Schloss Ehrenburg im Pustertal, Südtirol
Für Schloss Ehrenburg in Ehrenburg im Pustertal, im Besitz der Grafen Künigl, plante und errichtete Spazio ab 1522 Renaissance-Umbauten mit Arkadenhof.

### Brückenfeste Altfinstermünz in Nauders am Inn
Die Brückenfeste Altfinstermünz befindet sich in Nauders, ihre Befestigungsbauten, wie der Brückenturm im Inn und Siegmundsegg wurden ab 1472 als Schutz vor Angriffen aus dem Engadin errichtet. Der Engadiner Krieg fand 1499 statt. Kaiser Maximilian I. beauftragte 1502 den weiteren Aufbau wie den Torturm, 1537 waren die Arbeiten abgeschlossen, die Mitarbeit wird  Architekt Lucio de Spazio zugeschrieben.

### Hofburg in Innsbruck, Tirol
Ein Brand 1534 zerstörte im Osttrakt die oberen Teile des Saal– und „Paradiesbaues“. Ferdinand I. beauftragte den italienischen Architekten Lucius de Spaciis mit dem neuen Festsaal und nachfolgend die Wohnbereiche in Renaissanceformen umzugestalten.
- Vertrag vom 27. Juni 1536 abgeschlossen mit Meister Lucius von Spacis in Betreff des Neubaues am Saale der Burg zu Innsbruck. Darnach hat der Meister zu bauen 5 neue Halbtürme. von Grund auf bis unter das Dach, 2 auf der Hofseite und 3 auswendig.[6]

### Neubau von Schloss Hohenschwangau in Bayern
1535 erwarb der Augsburger Patrizier Paumgartner Schloss Hohenschwangau und ließ es von 1538 bis 1547 durch den Baumeister Lucio de Spari ausbauen.

### Kanzlei für die Hofkammer im Neuenhof in Innsbruck
Der Neuenhof („Newer Hof“) war 1420  Residenz von Herzog Friedrich mit der leeren Tasche, 1497/98–1500 erfolgte der Zubau eines Prunkerkers durch den (späteren) Kaiser Maximilian I.
- Das Gebäude wurde 1498 zum Amtssitz der Raitkammer (Finanzkammer). 1541 lieferte Architekt Spazio einen Plan für die Kanzleistube im Neuenhof zu Innsbruck.[9]